# Nuucichthys rhynchocephalus
Nuucichthys rhynchocephalus (лат.) — вид вымерших примитивных позвоночных, окаменелые остатки которого были найдены в отложениях кембрийского периода формации Марджум в штате Юта, США. Единственный вид в составе рода Nuucichthys.

## История изучения и этимология
Голотип N. rhynchocephalus (UMNH.IP.6084) был обнаружен в отложениях хребта Хаус в штате Юта. Образец состоит из хорошо сохранившейся особи, сплющенной с боков. Хотя точное происхождение этого ископаемого неизвестно, оно, скорее всего, происходит из биозоны Ptychagnostus punctuosus, (средняя часть формации Marjum).
Родовое название состоит образовано от слов «Núu-ci» (слово из языка племени ютов, означающего «народ»), и «ichthys» (в переводе с греческого — «рыба») и отсылает к расположению местонахождения на земле народа ютов. Видовое название происходит от греческих слов «rhynchos», что означает «морда», и «kephale», что означает «голова» (указывает на выступающую переднюю частью головы).

## Описание

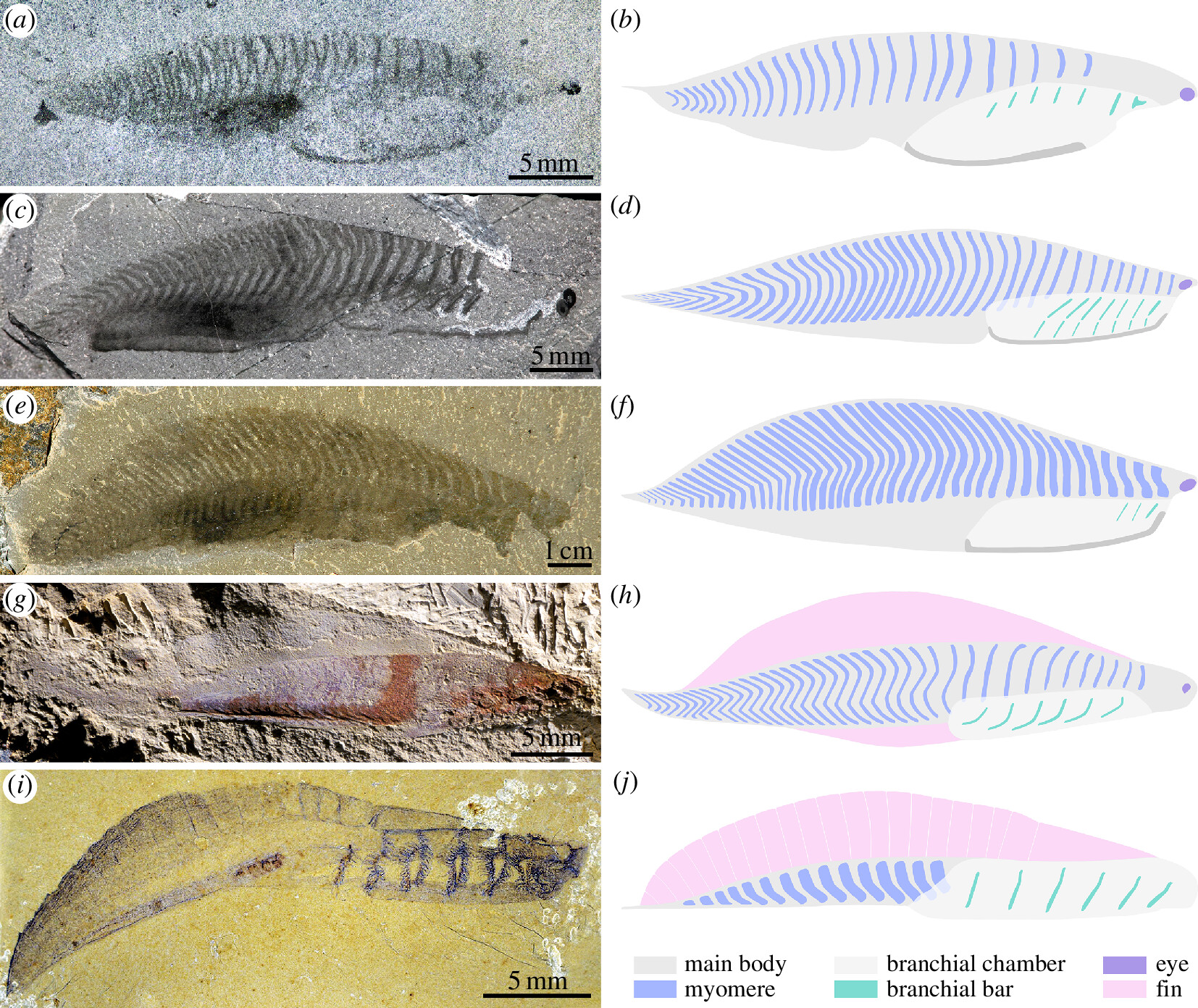
Сравнение Nuucichthys (a,b) с другими кембрийскими хордовыми, включая Metaspriggina (c,d), Emmonsaspis(e,f) Myllokunmingia(g,h) и Yunnanozoon (i,j)

Голотип Nuucichthys имеет длину около 32,4 мм (без учёта глаз и хвоста) и высоту 7,9 мм. Тело имеет веретенообразную форму. Хвост лишен признаков наличия плавника. Тело содержало около 40 расположенных вдоль всего тела миомеров (после смерти животного их размеры, по всей видимости, уменьшились). На вентральной стороне тела располагалась жаберная полость и набор органов, которые были интерпретированы как печень, а также, возможно, кишечник и анус. На конце хвостовой части располагался шиповидный выступ (схожая структура присутствовала у юннанозоона). Головная часть тела вытянутая, без выраженных миомеров, с парой хорошо развитых глаз (анатомически схожи с глазами современных миног и вымерших метасприггин). Следы присутствия плавников или ротового аппарата не обнаружены (возможно, ротовой аппарат образца не сохранился).

## Классификация

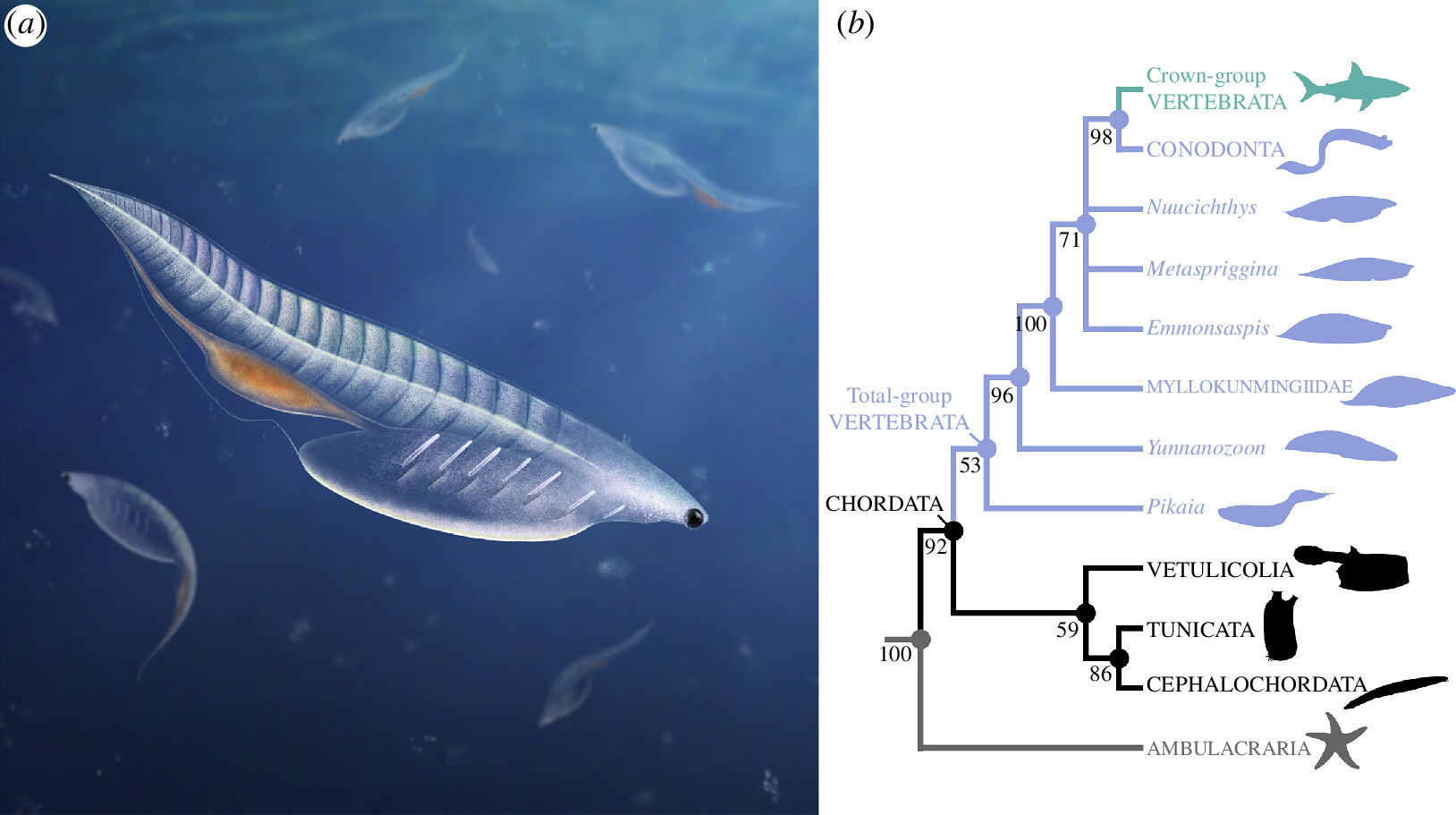
Реконструкция Nuucichthys и его классификация

В работе описании 2024 N. rhynchocephalus был классифицирован как стволовое позвоночное в пределах краун-группы позвоночных. В частности, было установлено, что он находится в политомии с другими ранними позвоночными, Metaspriggina и Emmonsaspis, а также является родственным членам семейства Myllokunmingiidae. В ходе исследования также было выявлено, что конодонты образуют сестринскую кладу по отношению краун-группе позвоночных, а ветуликолии являются базальными хордовыми, родственными оболочникам и бесчерепным.

## Палеоэкология
В описании 2024 года была выдвинута гипотеза, что отсутствие плавников и расположение глаз по бокам тела указывает на неспособность N. rhynchocephalus к активному плаванию. Вместо этого животное, вероятно, было ограничено подвижным планктоным организмом. Вероятно, это существо было микрофагом, питавшимся взвесью пищевых частиц. Эта экологическая специализация также была предложена для его близких родственников на основании сходства их строения.